# Lamprosema niphealis
Lamprosema niphealis is een vlinder uit de familie van de grasmotten (Crambidae), uit de onderfamilie van de Spilomelinae. De wetenschappelijke naam van deze soort is voor het eerst gepubliceerd in 1859 door Francis Walker.
De soort komt voor in Sierra Leone, Congo-Kinshasa, Kenia, Zimbabwe, de Seychellen, de Maldiven, Brits Indische Oceaanterritorium (Chagosarchipel), India, Sri Lanka en Myanmar.